# Country-Musik 2013
Die Liste bietet eine Übersicht über das Jahr 2013 im Genre Country-Musik.

## Top Hits des Jahres

### Year-End-Charts
Dies ist die Top 10 der Year-End-Charts, die vom Billboard-Magazin erhoben wurde.
- Cruise – Florida Georgia Line
- Wagon Wheel – Darius Rucker
- Boys ’round Here – Blake Shelton feat. Pistol Annies & Friends
- Crash My Party – Luke Bryan
- I Want Crazy – Hunter Hayes
- Highway Don't Care – Tim McGraw und Taylor Swift
- Get Your Shine On – Florida Georgia Line
- Mama's Broken Heart – Miranda Lambert
- Sure Be Cool If You Did – Blake Shelton
- Runnin' Outta Moonlight – Randy Houser

### Nummer-1-Hits
Die folgende Liste umfasst die Nummer-eins-Hits der Billboard Hot Country Songs des US-amerikanischen Musikmagazines Billboard chronologisch nach Wochenplatzierung.
- seit 22. Dezember 2012 – Cruise – Florida Georgia Line
- 12. Januar – We Are Never Ever Getting Back Together – Taylor Swift
- 2. Februar – Better Dig Two – The Band Perry
- 9. Februar – Every Storm (Runs Out Of Rain) – Gary Allan
- 23. Februar – Wanted – Hunter Hayes
- 9. März – Sure Be Cool If You Did – Blake Shelton
- 13. April – Wagon Wheel – Darius Rucker
- 31. August – That's My Kind Of Night – Luke Bryan
- 23. November – We Were Us – Keith Urban & Miranda Lambert
- 14. Dezember – Stay – Florida Georgia Line

## Alben

### Year-End-Charts
Dies ist die Top 10 der Year-End-Charts, die vom Billboard-Magazin erhoben wurde.
- Red – Taylor Swift
- Here's To The Good Times – Florida Georgia Line
- Crash My Party – Luke Bryan
- Based On A True Story ... – Blake Shelton
- Night Train – Jason Aldean
- Hunter Hayes – Hunter Hayes
- Tornado – Little Big Town
- Tailgates & Tanlines – Luke Bryan
- Blown Away – Carrie Underwood
- Spring Break... Here To Party – Luke Bryan

### Nummer-1-Alben
Die folgende Liste umfasst die Nummer-eins-Hits der Billboard Top Country Albums des US-amerikanischen Musikmagazines Billboard chronologisch nach Wochenplatzierung.
- seit 29. Dezember 2012 – Red – Taylor Swift
- 9. Februar – Set You Free – Gary Allan
- 23. Februar – Two Lanes of Freedom – Tim McGraw
- 23. März – Spring Break... Here To Party – Luke Bryan
- 6. April – Same Trailer Different Park – Kacey Musgraves
- 13. April – Based on a True Story... – Blake Shelton
- 20. April – Pioneer – The Band Perry
- 27. April – Wheelhouse – Brad Paisley
- 18. Mai – Life on Rock – Kenny Chesney
- 28. Mai – Golden – Lady Antebellum
- 1. Juni – Love Is Everything – George Strait
- 8. Juni – True Believers – Darius Rucker
- 15. Juni – Here's to the Good Times – Blake Shelton
- 6. Juli – Hunter Hayes – Hunter Hayes
- 31. August – Crash My Party – Luke Bryan
- 28. September – Fuse – Keith Urban
- 5. Oktober – Off the Beaten Path – Justin Moore
- 26. Oktober – Frame by Frame – Cassadee Pope
- 2. November – See You Tonight – Scotty McCreery
- 16. November – Duck the Halls: A Robertson Family Christmas – The Robertsons
- 14. Dezember – Blame It All on My Roots: Five Decades of Influences – Garth Brooks

## Gestorben
- 1. Januar – Patti Page
- 17. Februar – Mindy McCready
- 7. März – Claude King
- 14. März – Jack Greene
- 16. April – Rita MacNeil
- 26. April – George Jones
- 5. Juni – Don Bowman
- 19. Juni – Slim Whitman
- 8. August – Jack Clement
- 13. August – Tompall Glaser
- 16. September – Mac Curtis
- 17. September – Marvin Rainwater
- 10. Oktober – Cal Smith
- 11. November – Bob Beckham
- 16. Dezember – Ray Price

## Neue Mitglieder der Hall of Fames

### Country Music Hall of Fame
- Bobby Bare
- Jack Clement
- Kenny Rogers[4]

### International Bluegrass Music Hall of Fame
- Tony Rice
- Paul Warren

### Nashville Songwriters Hall of Fame
- Will Jennings
- Layng Martine Jr.
- Randy Owen
- Jeffrey Steele[5]

## Die wichtigsten Auszeichnungen

### Grammys
- Beste Country-Solodarbietung (Best Country Solo Performance) – Blown Away, Carrie Underwood
- Beste Countrydarbietung eines Duos oder einer Gruppe (Best Country Duo/Group Performance) – Pontoon, Little Big Town
- Bester Countrysong (Best Country Song) – Blown Away, Carrie Underwood (Autoren: Josh Kear & Chris Tompkins)
- Bestes Countryalbum (Best Country Album) – Uncaged, Zac Brown Band
- Bestes Bluegrass Album (Best Bluegrass Album) – Nobody Knows You – Steep Canyon Rangers[6]

### ARIA Awards
- Best Country Album – Wreck and Ruin – Kasey Chambers & Shane Nicholson[7]

### Billboard Music Awards
- Top Country Song – We Are Never Ever Getting Back Together – Taylor Swift
- Top Country Artist – Taylor Swift
- Top Country Album –  Red – Taylor Swift[8]

### Country Music Association Awards
- Entertainer of the Year – George Strait
- Song of the Year – I Drive Your Truck, Lee Brice
- Single of the Year – Cruise – Florida Georgia Line
- Album of the Year – Based on a True Story... – Blake Shelton
- Male Vocalist of the Year – Blake Shelton
- Female Vocalist of the Year – Miranda Lambert
- Vocal Duo of the Year – Florida Georgia Line
- Vocal Group of the Year – Little Big Town
- Musician of the Year – Mac McAnally
- New Artist of the Year – Kacey Musgraves
- Musical Event of the Year – Highway Don’t Care Tim McGraw mit Taylor Swift & Keith Urban
- Music Video of the Year – Highway Don’t Care – Shane Drake[9]

### Academy of Country Music Awards
- Entertainer of the Year – Luke Bryan
- Female Vocalist of the Year – Miranda Lambert
- Male Vocalist of the Year – Jason Aldean
- Vocal Duo of the Year – Thompson Square
- Vocal Group of the Year – Little Big Town
- New Female Artist of the Year – Jana Kramer
- New Male Artist of the Year – Brantley Gilbert
- New Artist of the Year – Florida Georgia Line
- New Vocal Duo or Group of the Year – Florida Georgia Line
- Album of the Year – Chief von Eric Church
- Single Record of the Year – Over You von Miranda Lambert
- Song of the Year – Over You von Miranda Lambert – Autoren: Blake Shelton, Miranda Lambert
- Video of the Year – Tornado von Little Big Town
- Vocal Event of the Year – The Only Way I Know von Eric Church mit Jason Aldean und Luke Bryan
- Songwriter of the Year – Dallas Davidson[10]

### American Music Awards
- Favorite Country Male Artist – Luke Bryan
- Favorite Country Female Artist – Taylor Swift
- Favorite Country Band/Duo/Group – Lady Antebellum
- Favorite Country Album – Red – Taylor Swift[11]